# Тріумф любові
«Тріумф любові» (ісп. Triunfo del amor) — мексиканська теленовела 2010 року, знята продюсером Сальвадором Мехіа Алехандре для компанії Televisa. Він заснований на теленовелі 1998 року «Привілей кохати», яка сама по собі є ремейком венесуельської теленовели 1985 року «Крістал». В головних ролях — Вікторія Руффо, Майте Перроні та Вільям Леві. Він виходив на телеканалі Canal de las Estrellas з 25 жовтня 2010 року по 26 червня 2011 року у 176 епізодах.

## Сюжет
Вікторія Гутьєррес де Сандовал є власницею важливої модної компанії, вона одружена з Освальдо Сандовалом, відомим актором, у них двоє дітей: Максиміліано «Макс», син від першого шлюбу Освальдо, і Фернанда «Фер», їхня дочка в загальному. Попри те, що у неї є все, Вікторія — озлоблена й образлива жінка через подію в минулому, яка назавжди відзначила її.
Багато років тому Вікторія була скромною молодою жінкою, яка працювала покоївкою в сімейному особняку Ітурбіде. Вікторія закохується в Хуана Пабло Ітурбіде, сина свого боса, хоча він є семінаристом за наказом і бажанням її матері доньї Бернарди де Ітурбіде. Одного вечора перед від'їздом Хуана Пабло до семінарії Вікторія віддала себе тілом і душею. Через деякий час Вікторія дізнається, що вагітна, коли про це дізнається Бернарда і виганяє її з дому. Потім вона народжує на вулиці дівчинку, яку називає Марією, і через жертви їй вдається вирватися вперед і за допомогою своєї подруги Антонієти вона відкриває швейний бізнес, але Бернарда, виявивши її, переганяє її разом з нею. автомобіль і вбиває її. Маленька Марія втрачена, Вікторія одужує та позначена тим, що втратила доньку, що робить її жорсткою жінкою.
Марія Дезампарада — молода жінка, яка виросла в притулку, постійно розмірковуючи над тим, хто її батьки і чому вони її покинули. Випадково Марія починає працювати моделлю в компанії Вікторії, яка ставиться до неї з зарозумілістю та презирством. Макс і Марія закохуються, але Вікторія не сприймає ці стосунки прихильно, тому разом із Хіменою де Альбою, колишньою дівчиною Макса, вони розробляють план, щоб Хімена завагітніла від Макса, і таким чином вони одружилися, їхній план спрацьовує, а Макс під тиском сім'ї одружується з Хіменою, ненависть Вікторії до Марії Десампаради стає ще більшою, коли вона дізнається, що її подруга Лінда є коханкою Освальдо, її чоловіка.
Хуан Пабло, який став священником, знову зустрічає Вікторію в церкві, і вона зізнається, що у неї є його дочка. Хуан Пабло скаржиться своїй матері, що вона приховала це від нього. Бернарда дізнається, що ця дочка — Марія Десампарада, і зізнається в цьому Хуану. Пабло в таємниці зізнання, щоб ніколи не сказати Вікторії.

## У ролях
| Актор                   | Роль                                                     |
| ----------------------- | -------------------------------------------------------- |
| Вікторія Руффо          | Вікторія Гутьєррес де Сандовал                           |
| Майте Перроні           | Марія Десампарада / Марія Ітурбіде Гутьєррес де Сандовал |
| Вільям Леві             | Максиміліано «Макс» Сандовал Монтенегро                  |
| Дієго Олівера           | Хуан Пабло Ітурбіде Монтехо                              |
| Сесар Евора             | Еріберто Ріос Берналь                                    |
| Гільєрмо Гарсіа Канту   | Гільєрмо Кінтана                                         |
| Еріка Буенфіль          | Антонієта Ороско                                         |
| Домініка Палета         | Хімена Де Альба                                          |
| Пабло Монтеро           | Крус Роблес Мартінес                                     |
| Моніка Айос             | Леонела Монтенегро                                       |
| Марк Тачер              | Алонсо дель Анхель                                       |
| Освальдо Ріос           | Освальдо Сандовал                                        |
| Даніела Ромо            | Донья Бернарда Монтехо Вда. де Ітурбіде                  |
| Сальвадор Пінеда        | Родольфо Паділья                                         |
| Пілар Пеллісер          | Єва Грез                                                 |
| Мануель «Флако» Ібаньєс | Дон Напо                                                 |
| Кармен Салінас          | Мілагрос Роблес де Мартінес                              |
| Алісія Родрігес         | сестра Клементіна                                        |
| Марікрус Нахера         | Томаса Ернандес                                          |
| Елена Рохо              | у ролі самої себе                                        |

## Інші версії
- 1985 — Крістал (ісп. Cristal), колумбійська теленовела виробництва каналу RCTV. У головних ролях Лупіта Феррер, Жаннет Родрігес, Карлос Мата та Рауль Амундарай.
- 1998 — Привілей кохати (ісп. El privilegio de amar), мексиканська теленовела виробництва компанії Televisa. У головних ролях Адела Нор'єга, Елена Рохо, Андрес Гарсія, Енріке Роча, Рене Стріклер, Синтія Клітбо, Нурія Бехес і Сесар Евора.
- 2006 — Крістал (порт. Cristal), бразильська теленовела виробництва каналу SBT. У головних ролях Б'янка Кастанью, Дадо Долабелла, Бете Коельо, Марісоль Рібейро, Александр Барілларі, Джузеппе Орістаніо, Барбара Пас і Еліана Гуттман.